# Lauteschlägerstraße 11
Das Haus Lauteschlägerstraße 11 ist ein denkmalgeschütztes Doppelwohnhaus in Darmstadt in Hessen.

## Geschichte und Beschreibung
Das Haus Lauteschlägerstraße 11 wurde um das Jahr 1819 auf damals noch freiem Gelände am Rand der Pankratiusvorstadt errichtet; Bauherr war der Maurergeselle Martin Schwab. Es entstand ein zweigeschossiges Doppelhaus mit schlichten Putzfassaden und zweimal drei Fensterachsen. Um 1846 wurde das zweite Obergeschoss hinzugefügt. Der rückwärtige, tiefe Hof wurde eng bebaut: Neben weiterer Wohnnutzung entstanden dort für den Betrieb einer Bäckerei ein Ofen und umfangreiche Brennholzschuppen.

## Denkmalschutz
Das Landesamt für Denkmalpflege Hessen sieht in dem denkmalgeschützten Anwesen „ein weitgehend unverfälschtes Ensemble in der neu entstandenen Vorstadt und ein typisches Beispiel für die kleinbürgerliche Bebauung“. Aus geschichtlichen Gründen ist das Vorderhaus ein Kulturdenkmal.